# Alte Malzfabrik

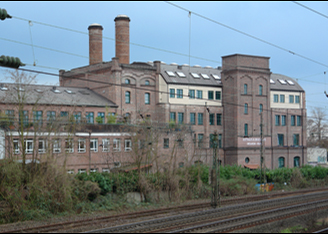

Die Alte Malzfabrik in Mülheim an der Ruhr ist eine ehemalige Fabrik zur industriellen Herstellung von Malzprodukten, insbesondere Malzkaffee. Am 18. November 2003 wurde die Fabrik als Baudenkmal unter Schutz gestellt.

## Industriedenkmal
Im Jahr 1896 entstanden die ursprünglichen Planungen für die Mülheimer Malzfabrik „Kufferath und Schels“ an der Hingbergstraße 103 in Mülheim an der Ruhr, direkt an der Bahnlinie Mülheim-Essen gelegen. Dabei war diese Malzfabrik nicht die einzige auf dem Hingberg in Mülheim. Weiter Richtung Innenstadt gab es noch die Malzfabrik Schroer, die bis 1990 bestand. Eine weitere Malzfabrik lag ebenfalls im unteren Hingberg in einer Hinterhoflage. Die stadtnahen Fabriken in Mülheim sind heute fast alle zerstört oder abgerissen. Lediglich die „Alte Malzfabrik“ besteht noch und vermittelt einen authentischen Eindruck der ehemaligen Situation in Mülheim, die von zahlreichen Fabriken in unmittelbarer Innenstadtlage geprägt war.

### Industrielle Nutzung
Kurze Zeit nach der Planung im Jahr 1898 wurde die Fabrik realisiert und die Produktion von Malzkaffee aufgenommen bzw. Getreide geröstet. Eigentümer und Betreiber der „Mülheimer Malzfabrik“ waren Kufferath und Schels. Seit 1908 war die Dresdner Bank AG, Berlin Eigentümer. Von 1908 bis 1911 wurde die Fabrik an den Kaufmann Herm. Kufferath, anschließend ab 1. März 1913 an die Gebrüder Tucht, Hagen/Westfalen vermietet. Mit Notarvertrag vom 28. Januar 1918 erwarb die offene Handelsgesellschaft „Bergische Malzkaffee - Fabrik und Getreide-Rösterei Kotthaus&Bruchhaus“ das Fabrikgebäude von der Dresdner Bank AG für einen Kaufpreis von 170.000 RM und nahm zum 1. März 1918 den Betrieb auf.

Eine grundlegende Erneuerung erfuhr die Malzfabrik im Jahr 1943. Unter dem Namen Bergische Malzkaffeefabrik wurde sie mit neuen technischen Gerätschaften bestückt. Bis weit in die Zeit des Zweiten Weltkrieges lief die Produktion. Erst durch einen Bombentreffer in der Nacht zum 23. Juni 1943 wurde das Hauptgebäude weitgehend zerstört und der Betrieb unterbrochen. 

Ein Nebengebäude diente aushilfsweise als Produktionsstätte. Nach dem Krieg erfolgte zügig der Wiederaufbau. Die Baufirma Hochtief stellte das Gebäude, wenn auch zwei Geschosse niedriger, nach den Plänen des Kölner Architekten Ernst Gondrom weitgehend wieder her, die Produktion zur Versorgung der Nachkriegs-Bevölkerung konnte wieder aufgenommen werden. Über etliche Jahre wurden Waren unter der Firmenbezeichnung Kotthaus und Bruchhaus hergestellt und vertrieben. Schließlich erfolgte die Einstellung der Produktion. Die Gebäude wurden weiter genutzt, u. a. als Getreidespeicher, bis im Jahr 1991 die gewerbliche Nutzung endgültig aufgegeben wurde. Danach stand die Fabrik leer.

### Denkmalschutz
Im Rahmen der Unterschutzstellung fertigte der Landschaftsverband Rheinland 1995 eine gutachterliche Stellungnahme zum Denkmalwert der Alten Malzfabrik:

„Die Malzfabrik Kotthaus und Bruchhaus ist ein gutes Beispiel für den Burgenstil, der in der Industriearchitektur aller Branchen seit etwa 1860 vorherrschte. Malzfabriken, wie auch Brauereien eigneten sich mit ihren Turmbauten besonders gut für diesen Burgenstil, der im Bergbau seine Parallele hatte in den bis etwa 1880 gebauten Malakowtürmen. Der Burgenstil in der Fabrikarchitektur kennzeichnete ein spezifisches Sozial und Gesellschaftsverständnis im Industriebürgertum, das in der 2. Hälfte des 19. Jahrhunderts zu einer „neuen Feudalität“ neigte und in vielerlei Beziehung den Adel des untergehenden wilhelminischen Feudalstaates nachahmte. Verbunden mit den Malakowtürmen des Bergbaus gehört die Malzfabrik Kotthaus und Bruchhaus zu einem unverwechselbaren Aspekt der Architektur des Ruhrgebietes. In der Baukörperdifferenzierung mit dem kaminbekrönten Darrenhaus im Zentrum verkörpert das Objekt auch die Technologie der Malzkaffeeproduktion, bevor sich die gas- und koksbeheizten Röstöfen durchsetzten. Industriegeschichtlich interessant ist auch die erhaltene Kontorausstattung.
Die Malzfabrik Kotthaus und Bruchhaus ist aus den genannten Gründen bedeutend für die Geschichte des Menschen und für die Entwicklung der Arbeits- und Produktionsverhältnisse.“

### Weiternutzung
Im Jahr 1997 kaufte ein Privatmann die Malzfabrik. Er beabsichtigte, diese einer neuen städtebaulichen Nutzung als Wohnraum Loftwohnungen zuzuführen. Zudem sollte ein Museum eingerichtet werden. Die alten Maschinenteile wurden aus den Räumlichkeiten entfernt und der komplette Innenraum wurde entkernt und saniert. Die Außenfassade wurde restauriert und durch passende Fenster in einen zeitadäquaten Zustand versetzt. Wieder aufgebaut wurden auch die beiden ursprünglich vorhandenen Obergeschosse, die im Zweiten Weltkrieg zerstört wurden. Architekt und Denkmalschutz haben das ursprüngliche Satteldach durch ein das gesamte Gebäude überspannendes Tonnendach ersetzt um eine klare Abgrenzung zwischen historischer und neuer Bausubstanz zu erreichen.